# 台原站
台原站（日语：／ Dainohara eki */?）是一個位於日本宮城縣仙台市青葉區台原森林公園，屬於仙台市地下鐵南北線的鐵路車站。車站編號是N05。

## 車站結構
島式月台1面2線的地底車站。旭丘站方向設有渡線。地面設有巴士總站。

### 月台配置
| 月台 | 路線     | 目的地         |
| ---- | -------- | -------------- |
| 1    | ■ 南北線 | 仙台、富澤方向 |
| 2    | ■ 南北線 | 泉中央方向     |

## 歷史

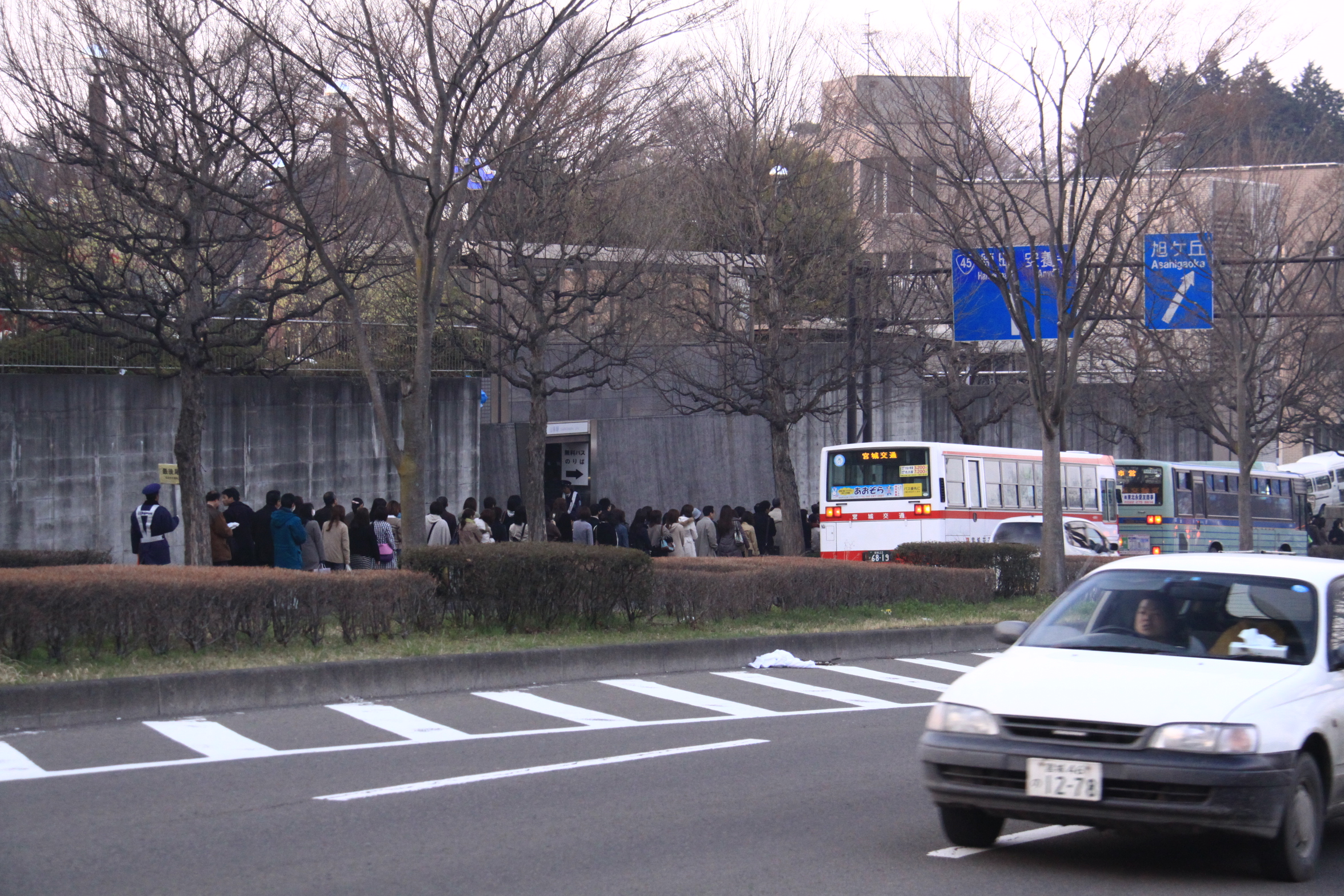
發生東日本大地震時的代行巴士

- 1987年（昭和62年）7月15日：開業。
- 2010年（平成22年）1月23日：啟用月台閘門。

## 使用情況
| 上車人次推移       | 上車人次推移     |
| 年度               | 一日平均上車人次 |
| ------------------ | ---------------- |
| 2002年（平成14年） | 5,760            |
| 2003年（平成15年） | 5,696            |
| 2004年（平成16年） | 5,577            |
| 2005年（平成17年） | 5,461            |
| 2006年（平成18年） | 5,421            |
| 2007年（平成19年） | 5,373            |
| 2008年（平成20年） | 5,214            |
| 2009年（平成21年） | 5,038            |
| 2010年（平成22年） | 5,622            |
| 2011年（平成23年） | 6,318            |
| 2012年（平成24年） | 5,438            |
| 2013年（平成25年） | 5,527            |
| 2014年（平成26年） | 5,565            |
| 2015年（平成27年） | 5,768            |
| 2016年（平成28年） | 6,116            |
| 2017年（平成29年） | 6,202            |

- 2017年度（平成29年度）
  - 1日平均上車人數：6,202人[1]

一日平均上車人次（單位：人次）

## 相鄰車站
仙台市交通局（仙台市地下鐵）
■南北線
旭丘（N04）－台原（N05）－北仙台（N06）

## 外部連結
- 台原站 （页面存档备份，存于） - 仙台市交通局（日語）